# Kontolampi
Kontolampi eller Iso Kontolampi är en sjö i Finland. Den ligger i kommunen Alavo i landskapet Södra Österbotten, i den sydvästra delen av landet, 270 km norr om huvudstaden Helsingfors. Kontolampi ligger 122,4 meter över havet. Den är 1,27 meter djup. Arean är 67,3 hektar och strandlinjen är 4,4 kilometer lång. Sjön  ingår i Lappo å huvudavrinningsområde.  I omgivningarna runt Kontolampi växer i huvudsak blandskog.